# Гарам, Михаил Александрович
Михаил Александрович Гарам (1918—1944) — Гвардии майор Рабоче-крестьянской Красной Армии, участник Великой Отечественной войны, Герой Советского Союза (1943).

## Биография
Михаил Гарам родился 11 февраля 1918 года в селе Власовка (ныне — Ичнянский район Черниговской области Украины) в крестьянской семье. В 1934 году он окончил семь классов школы, после чего поступил в Киевский электротехникум. Работал механиком телефонно-телеграфной станции, одновременно учился в аэроклубе. В 1938 году Гарам был призван на службу в Рабоче-крестьянскую Красную Армию. В 1939 году вместе со своими братьями Виктором и Николаем окончил 8-ю Одесскую авиационную школу лётчиков, после чего по распределению был направлен в Московский военный округ. С июня 1941 года — на фронтах Великой Отечественной войны. Участвовал в боях на Северо-Западном, Южном, Юго-Западном, Калининском фронтах. В 1942 году он вступил в ВКП(б).
К февралю 1943 года гвардии старший лейтенант был старшим лётчиком 32-го гвардейского истребительного авиаполка 210-й истребительной авиадивизии 1-го истребительного авиакорпуса 3-й воздушной армии Калининского фронта. К тому времени он совершил 185 боевых вылетов, в ходе которых сбил 13 немецких самолётов.
Указом Президиума Верховного Совета СССР «О присвоении звания Героя Советского Союза начальствующему составу Военно-Воздушных сил Красной Армии» от 22 февраля 1943 года за «образцовое выполнение боевых заданий командования на фронте борьбы с немецкими захватчиками и проявленными при этом отвагу и геройство» удостоен высокого звания Героя Советского Союза с вручением ордена Ленина и медали «Золотая Звезда» за номером 807.
Всего за время своего участия в войне Гарам совершил 213 боевых вылетов, в воздушных боях лично сбил 13 и в группе — 1 немецкий самолёт.
28 июня 1944 года при взлёте с аэродрома Изубры самолёт командира 3-й авиационной эскадрильи 32-го гвардейского авиаполка Героя Советского Союза майора Михаила Гарама упал и разбился.

Очевидец трагедии Георгий Иванович Зайченко вспоминал: «Трудно сказать, что произошло, но на взлёте самолёт Михаила свалился на крыло и скапотировал. Когда я и другие техники, выпускавшие самолёты, прибыли к месту катастрофы и старались перевернуть самолёт вверх кабиной, чтобы вытащить лётчика, Михаил ещё подавал признаки жизни. Сил наших было недостаточно, чтобы перевернуть самолёт, а когда подоспела помощь — было поздно…»

Умер в госпитале 30 июня 1944 года. Похоронен на территории заповедника «Качановка» в Ичнянском районе. В 2008 году могила М. А. Гарама перенесена в село Петрушовка Ичнянского района Черниговской области (Украина), рядом с памятным знаком погибшим односельчанам.

## Награды
Был награждён двумя орденами Ленина, орденами Красного Знамени и Отечественной войны 1-й степени, медалью. 

## Память
В селе Власовка установлен бюст Гарама, в его честь названы улицы в нескольких сёлах Ичнянского района.